# 더 로네츠
더 로네츠(The Ronettes)는 미국의 걸 그룹이다. 니나 시몬(Nina Simone) 등의 영향을 받은 이 음악 그룹의 주요 히트곡은 《Be my baby》가 있는데 이 곡은 나중에 다시 편곡되어 캐나다 남자 가수 앤디 킴(Andy Kim)이 리메이크하기도 하였다.